# Gustavo Arce Correa
Gustavo Arce Correa (1881 - 1966) fue un abogado, militar y político mexicano, nacido en Tizimín, Yucatán, y muerto en la Ciudad de México. Fue colaborador del general Salvador Alvarado durante la gestión revolucionaria que este condujo en Yucatán  a partir de 1915, cuando fue enviado al sureste de México por Venustiano Carranza al mando de una fracción del Ejército Constitucionalista. Arce fue más tarde diputado al congreso local de Yucatán y diputado federal en dos ocasiones. Militó en el grupo revolucionario encabezado por Adolfo de la Huerta y tuvo la misión infructífera de convencer a los golpistas capitaneados por Juan Ricárdez Broca de no ejecutar a Felipe Carrillo Puerto cuando este fue depuesto como gobernador de Yucatán en diciembre de 1923 por un grupo de sedicentes delahuertistas y posteriormente fusilado junto con algunos de sus hermanos el 3 de enero de 1924.

## Datos biográficos

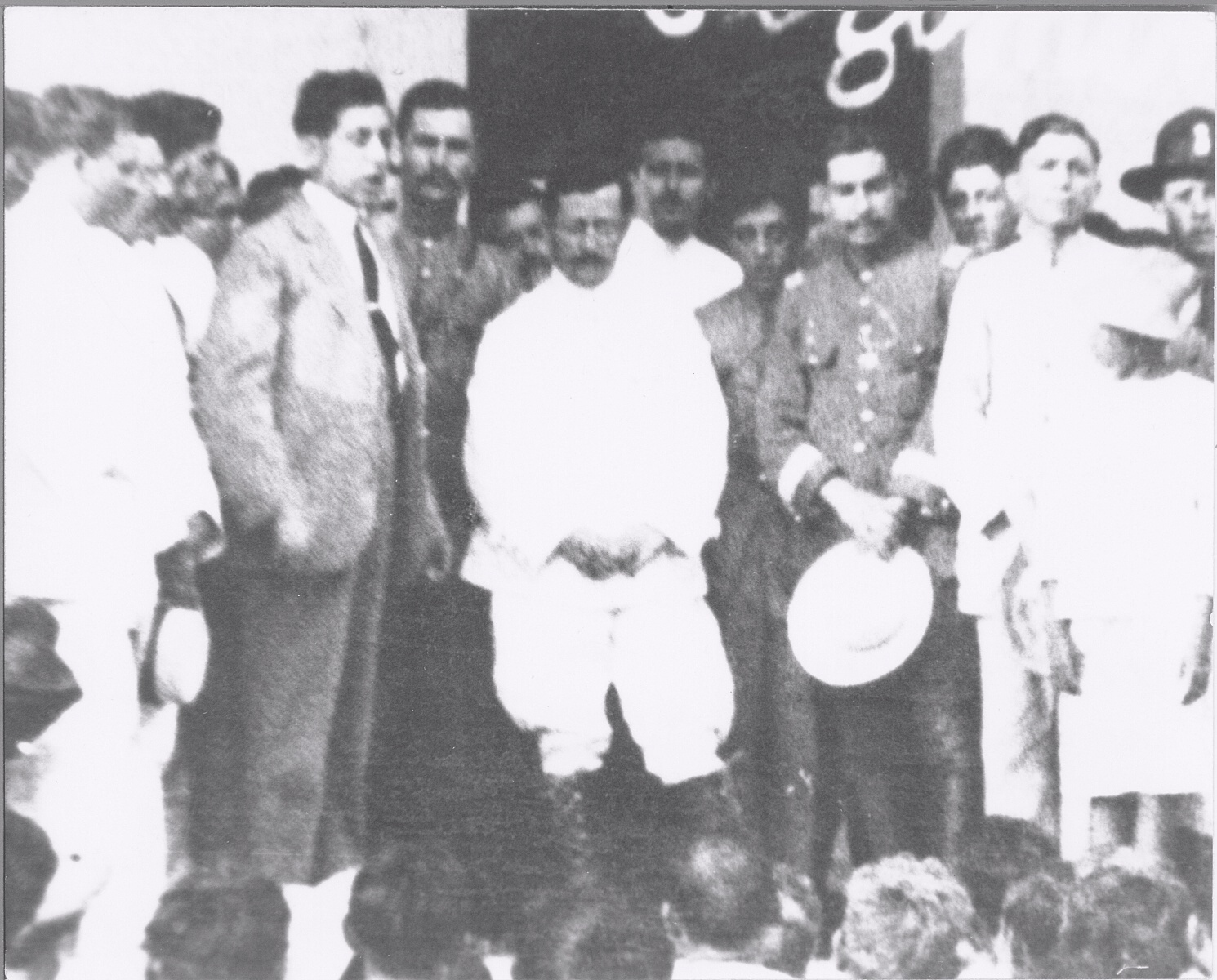
Arce Correa pronunciando un discurso frente al general Salvador Alvarado en Yucatán, en 1915

Arce Correa se graduó de abogado en 1903 e hizo su tesis acerca de la constitucionalidad de la erección de territorios federales en México, abordando un asunto de actualidad en la península de Yucatán en esa época del Porfiriato, toda vez que se gestaba entonces la creación del territorio federal de Quintana Roo, cercenándolo del estado de Yucatán. Fue diputado a la legislatura local durante las gestiones de Carlos Castro Morales y del general Salvador Alvarado. Fue más tarde diputado federal en dos ocasiones: primero como suplente de Felipe Carrillo Puerto cuando éste regresó a Yucatán para elegirse gobernador del estado; después representando al 9 distrito del Distrito Federal, curul que obtuvo como abanderado del Partido Cooperatista Mexicano. 
También fue secretario general de gobierno en Yucatán durante la administración de Hircano Ayuso y O'Horibe. Fue asimismo cónsul de México en Austin, Texas, durante el sexenio de Adolfo Ruiz Cortines.